# Німбарка
Шрі Німбаркачар'я (санскр. श्री निम्बार्काचार्य, англ. Sri Nimbarkacarya), також відомий як Німбарка — середньовічний індійський крішнаїтський теолог.
Був головним ачар'я в Кумара-сампрадаї — одній з чотирьох головних ліній вайшнавських вчителів. Відомий його коментар до «Веданта-сутри» — Париджата-саурабга-бгаш'я — де викладена доктрина відома як Двайтадвайта-вада.
За переказами, він проповідував крішнаїзм за 4500 років до пришестя Чайтан'ї Махапрабгу, однак дослідники відносять його життя і діяльність до XI чи XIII століття. Ачар'я Німбарка був народжений у селі Мунгера Паттан в родині відданих Аруна Ріші й Джаянті Деві і проповідував філософію відданого служіння Крішні на основі принципу одночасної єдності і відмінності (двайтадвайта-вада).

## Праці
- «Ведантапариджтасаурабха» (Аромат небесного дерева веданти) — коментар на «Брахма-сутру»
- «Сіддхантаратна» (Коштовність доктрини)
- «Дашашлокі» — десять віршів, що роз'яснюють розуміння Дживи, Ішвари та Джагата